# میجی هولدینگز

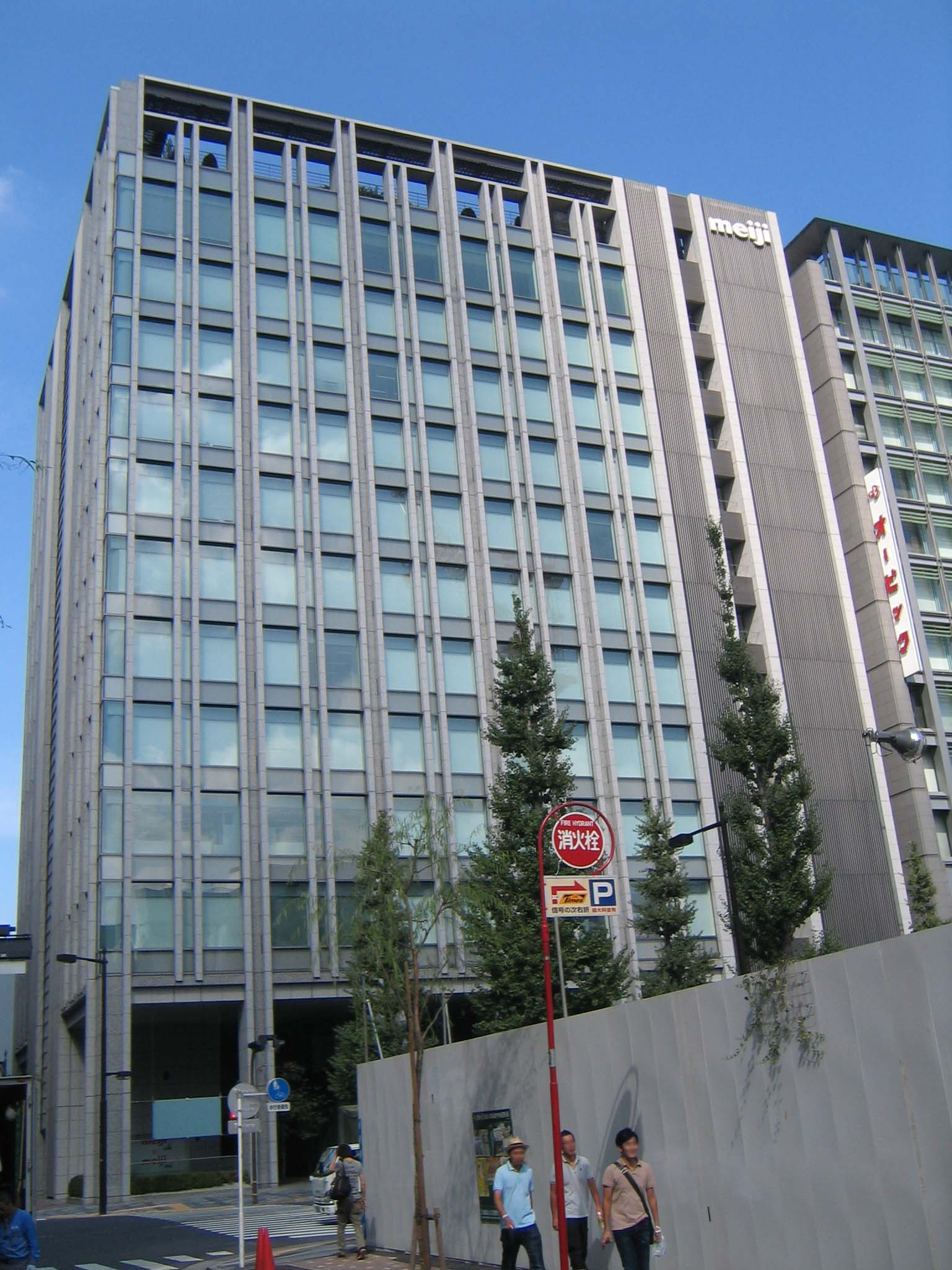
ساختمان دفتر مرکزی میجی هولدینگز، در چوئو، توکیو

میجی هولدینگز (به ژاپنی: 明治ホールディングス株式会社) شرکت هلدینگ صنایع غذایی ژاپنی است، که در سال ۲۰۰۹ تأسیس شد و هم‌اکنون به‌عنوان چهارمین تولیدکننده شیرینی‌جات و فراورده‌های قندی در جهان محسوب می‌شود.
شرکت میجی هولدینگز مالکیت چندین شرکت تابعه را نیز در اختیار دارد، که در زمینه تولید داروهای شیمیایی، نوشیدنی‌ها، محصولات کشاورزی و خوراک دام، فعالیت می‌کنند.
دفتر مرکزی این شرکت در منطقه چوئو شهر توکیو قرار دارد و بخشی از سهام آن در بازار بورس توکیو معامله می‌شود.